# 북적북적
북적북적은 SBS 보도본부가 제작하는 팟캐스트 SBS 골라듣는 뉴스룸의 여러 프로그램 중 하나다.
책을 읽고 싶어도, 읽고 싶지 않아도 언제 어디서나 편안히 들을 수 있는 방송이다.
조지현 기자, 심영구 기자, 권애리 기자가 교대로 출연하며, 매주 일요일 0시(한국기준)에 업로드된다.
팟빵, 네이버 오디오클립, 애플 팟캐스트, SBS 뉴스 홈페이지, 고릴라 등에서 들을 수 있다.

### 회차별 방송내용 (최신순)
| 회차 | 제목                                                                                       | 도서명                          | 저자            | 출판사     | 낭독   |
| ---- | ------------------------------------------------------------------------------------------ | ------------------------------- | --------------- | ---------- | ------ |
| 240  | 칼럼계의 아이돌이 돌아왔다... 내가, 우리가 간신히 희망할 수 있는 것                        | 우리가 간신히 희망할 수 있는 것 | 김영민          | 사회평론   | 심영구 |
| 239  | 더 이상 촌스러운 게 아냐… ‘아무튼, 식물’                                                   | 아무튼, 식물                    | 임이랑          | 코난북스   | 조지현 |
| 238  | 416 합창단의 바로, 오늘 - [노래를 불러서 네가 온다면]                                      | 노래를 불러서 네가 온다면       |                 | 문학동네   | 권애리 |
| 237  | 단짠단짠 삶의 위로…내일 밤은 굶고 자야지!                                                  | 오늘 밤은 굴고 자야지           | 박상영          | 한겨레출판 | 심영구 |
| 236  | 다독임 – 오은 시인 산문집                                                                  | 다독임                          | 오은            | 난다       | 조지현 |
| 235  | 따로 또 같이 즐겁게 읽는 맛있는 글-[혼밥자작감행]                                          | 혼밥 자작 감행                  | 쇼지 사다오     | 시공사     | 권애리 |
| 234  | 전국의 개엄빠·냥집사를 위한 동물무협이 왔다!<애견무사와 고양이눈>                          | 애견무사와 고양이눈             |                 | 황금가지   | 심영구 |
| 233  | 그래도 봄... '식물의 책'                                                                   | 식물의 책                       | 이소영          |            | 조지현 |
| 232  | 기부하는 농부와 코로나19 의료진을 생각하며-[변화와 혁신의 아이콘 플로렌스 나이팅게일 평전] | 플로렌스 나이팅게일 평전        |                 | 맑은샘     | 권애리 |
| 231  | 이래저래 심란할 때 굴튀김! 하루키!!...‘무라카미 하루키 잡문집’                             | 무라카미 하루키 잡문집          | 무라카미 하루키 | 비채       | 심영구 |
| 230  | 페스트 - 알베르 카뮈                                                                       | 페스트                          | 알베르 카뮈     | 민음사     | 조지현 |
| 229  | "사랑이란 무엇인가?"에 대한 삶을 건 대답 - 산도르 마라이 <열정>                            | 열정                            | 산도르 미라이   | 솔         | 권애리 |
| 228  | 당신에게 일은 어떤 의미냐는 질문은 우문인가요?... <일의 기쁨과 슬픔>                       | 일의 기쁨과 슬픔                | 장류진          | 창비       | 심영구 |